# Thomas Westropp Bennett
Thomas Westropp Bennett (* 1. Januar 1867 in Ballymurphy, County Limerick; † 1. Februar 1962) war ein irischer Politiker. Er gehörte dem Seanad Éireann des irischen Freistaates an und war von 1928 bis 1936 dessen Cathaoirleach.